# Kericho Airport
Kericho Airport är en flygplats i Kenya. Den ligger i den sydvästra delen av landet, 190 km nordväst om huvudstaden Nairobi. Kericho Airport ligger 2 184 meter över havet.
Terrängen runt Kericho Airport är varierad. Runt Kericho Airport är det mycket glesbefolkat, med 6 invånare per kvadratkilometer. Närmaste större samhälle är Kericho, 7,4 km väster om Kericho Airport. I omgivningarna runt Kericho Airport växer huvudsakligen savannskog.